# Raúl del Campo
Raúl Martín del Campo (Santander, 27 luglio 1982) è un ex calciatore spagnolo, di ruolo attaccante.

## Carriera
Ha giocato nella massima serie dei campionati spagnolo e rumeno.